# Charles Delchevalerie
Charles Jules Joseph Delchevalerie, né le 9 janvier 1872 à Couillet (Belgique) et mort le 30 septembre 1950 à Liège, est un écrivain, essayiste, journaliste et critique d'art belge. Il est aussi l'un des fondateurs du musée de la Vie wallonne en 1913.

## Biographie
Charles Jules Joseph Delchevalerie naît à Couillet le 9 janvier 1872, une section de la ville belge de Charleroi, fils de Joseph Delchevalerie, comptable industriel, et d'Anna-Elisabeth Kever,. Il passe son enfance dans son village natal, qui est alors un lieu mi-campagnard mi-industriel, et fait ses études primaires à l'école communale jusqu'en cinquième année. À ce moment, il est envoyé, avec une de ses sœurs, par son père à Eschweiler en Allemagne pour apprendre des langues étrangères. À son retour, il poursuit ses études à l'école primaire de Marcinelle, commune où la famille a déménagé entretemps.
Il entre ensuite à l'athénée de Charleroi, et développe une véritable passion pour la lecture. Ses intérêts sont des plus variés ; il lit des journaux mais aussi des romans comme Quentin Durward, Richard Cœur de Lion et La prisonnière d'Édimbourg de Walter Scott. La famille déménage à nouveau, cette fois à Liège, à la suite de la mort de son père en 1886,. Il achève ses humanités à l'Athénée royal Charles Rogier.

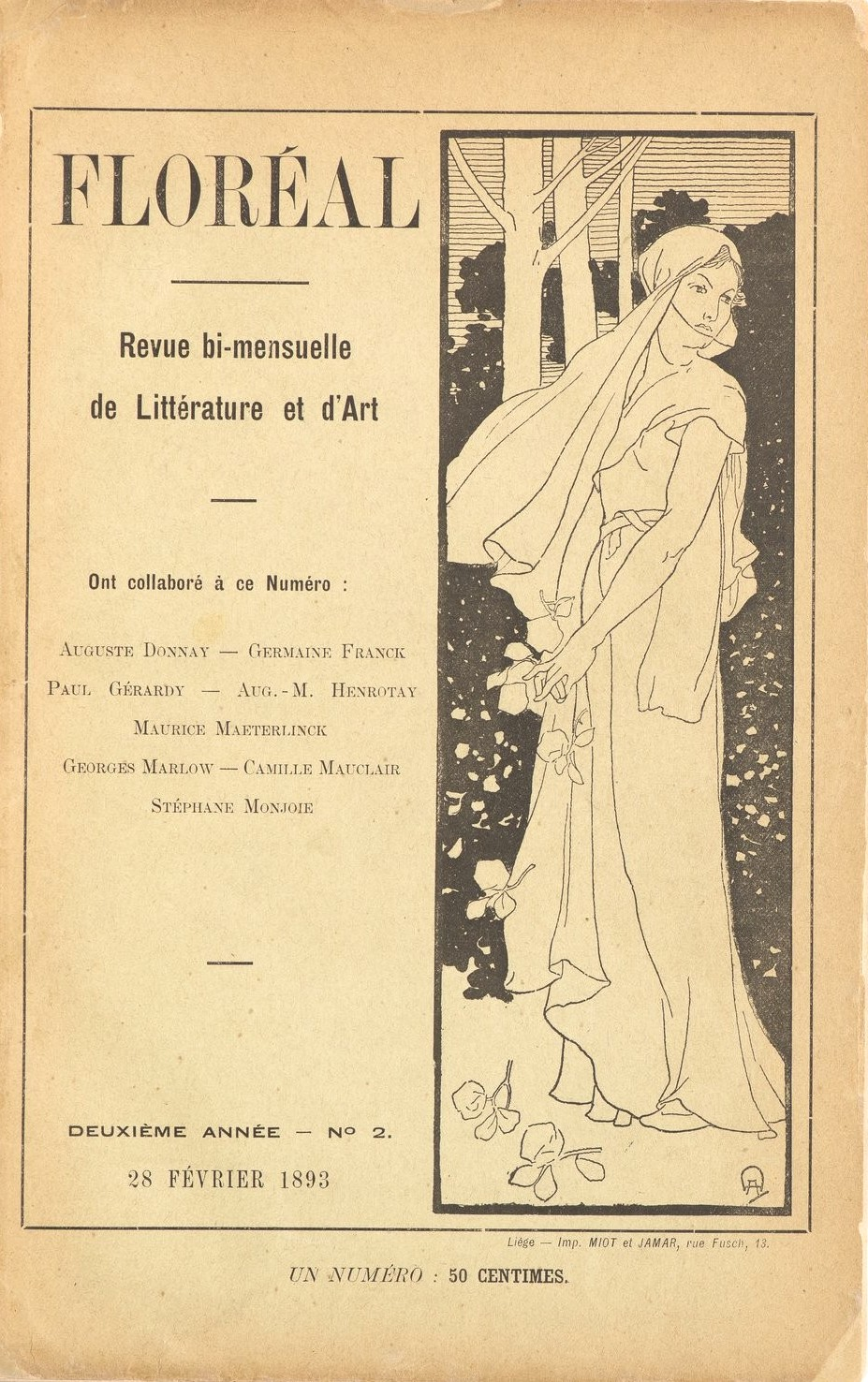
Paul Gérardy (directeur), Charles Delchevalerie (rédacteur) et Auguste Donnay (illustrateur), Floréal Revue bimensuelle de littérature et d'art Deuxième année - Nº 2 (publié le 28 février 1893 par Imp. Miot et Jamar à Liège), Paris, Bibliothèque nationale de France

Il commence des études universitaires à la faculté de Philosophie et Lettres de l'université de Liège mais abandonne assez rapidement pour entamer sa carrière de journaliste et d'écrivain,. Il collabore régulièrement avec différents journaux belges comme Le Jour, Le Soir ou L'Express,. En janvier 1892, il fonde la revue Floréal avec Paul Gérardy, puis, en mai 1912, l'hebdomadaire artistique Flamberge, mais les deux publications sont des aventures de courte durée,,,.
Pour voir une de ses créations perdurer, il faut attendre 1920 et la fondation de la revue La Vie Wallonne,,. La revue s'édite jusqu'en mai 1940, la Seconde Guerre mondiale interrompant la publication qui, grâce entre autres au soutien de Joseph-Maurice Remouchamps, reprend sous forme trimestrielle à partir de 1947,.
Charles Delchevalerie est également cofondateur en 1909 des Amitiés françaises, membre titulaire de la Société de langue et de littérature wallonnes de 1912 jusqu'à son décès, l'un des fondateurs du musée de la Vie wallonne en 1913, (où il est membre de la Commission administrative pratiquement jusqu'a son décès), membre de l’Assemblée wallonne de 1912 à 1914 puis de 1919 à 1940, vice-président de la section liégeoise de l’Association des Amis de l’Art wallon, et professeur d'histoire de l'art à l'Académie royale des beaux-arts de Liège à partir de 1933.
Il meurt le 30 septembre 1950 à Liège, et il est inhumé au cimetière de Robermont.

## Œuvre

### Ouvrages (sélection)
- Décors, Liège, A. Miot et Jamar, 1895, 60 p. (OCLC 7059680, lire en ligne)
- La maison des Roses trémières : mémoires intimes de Jacques Fabien, naturaliste, Liège, Imprimerie Bénard, 1898, 52 p. (OCLC 7051988, lire en ligne)
- Images fraternelles, Liège, Éditions de Wallonia, 1914, 137 p. (OCLC 64561261, lire en ligne)
- Croquis londoniens, Bruxelles, La Patrie belge, 1919, 120 p. (OCLC 717438330, lire en ligne)
- À César Franck, 1822-1890, 25 novembre 1922 : hommage des musiciens français à la ville où il est né, Liège, Imprimerie Bénard, 1923, 45 p. (OCLC 842166287)
- Adrien de Witte : peintre, dessinateur et graveur. Catalogue de son œuvre précédé d'une notice par Charles Delchevalerie, Liège, Imprimerie Bénard, 1927, 94 p. (OCLC 31671709, lire en ligne)
- Autour du Perron : images liégeoises, Bruxelles, L'Églantine, 1932, 203 p. (OCLC 20909299, lire en ligne)
- "Petite France de Meuse...", Liège, G. Thone, 1933, 27 p. (OCLC 42261358, lire en ligne)
- Aristide Capelle, peintre de la Haute-Lesse, Liège, Éditions de la Vie Wallonne, 1935, 15 p. (OCLC 1400450141, lire en ligne)
- Images de Liège (Brochure-Programme, Série Française no 28. Offert par le Commisariat Général de Tourisme de Belgique), Bruxelles, Institut National Belge de Radiodiffusion, 1939, 43 p. (OCLC 68694992)
- Le météore, et quelques autres histoires, Bruxelles, La Renaissance du Livre, 1945, 172 p. (OCLC 26734198, lire en ligne)
- Monographies de l'art belge : Adrien de Witte, Anvers, De Sikkel, 1949, 43 p. (OCLC 459141599, lire en ligne)

### Articles de presse (sélection)
- « Octave Pirmez : Étude biographique et critique », Wallonia, Liège, H. Vaillant-Carmanne, vol. IX, nos 1-2,‎ janvier-février 1911 (OCLC 1401746360)
- « Un artiste liégeois : Auguste Donnay », Wallonia, Liège, Imprimerie M. Thone, vol. IX, no 13,‎ avril 1901 (OCLC 1401745844)
- « Littérateurs français de Wallonie : Hubert Krains », Wallonia, Liège, Imprimerie industrielle et commerciale, no 10,‎ 1904, p. 313-320 (OCLC 1400701098)
- « Henri Simon : Poète lyrique », La Vie Wallonne, Liège, Georges Thone, vol. 2e année, no 1,‎ 15 septembre 1921 (OCLC 1401750658)
- « Le peintre Léon Philippet… l'impressionnisme sans le savoir », La Wallonie,‎ 15 février 1947

## Prix et distinctions
- De 1930 à 1940 : Président de la Commission administrative du Musée de la Vie wallonne[3].
- De 1933 à 1935 : Président de la section Liège-Luxembourg de l'Association générale de la Presse belge[3].
- 1938 : Prix biennal de Littérature de la Province de Liège[3].
- 1947-1948 : Président de la Commission administrative du Musée de la Vie wallonne[3].

### Décorations
- Officier de l'ordre de Léopold[13].
- Commandeur de l'ordre de Léopold II[13].
- Chevalier de la Légion d'honneur[13].
- Officier de l'Instruction publique[13].
- Officier de l'ordre de l'Étoile noire[13].

## Réception critique
« La caractéristique essentielle de ces livres, c'est une pureté de langue toute française et l'élégance sobre et racée du style au service d'une pensée lucide que nuance une émotion toujours pudique. »

— Jean Servais